# Persecution (Band)
Persecution ist eine australische Death- und Thrash-Metal-Band aus Seaford, die 1987 unter dem Namen No Remorse gegründet wurde.

## Geschichte
Die Band wurde 1987 unter dem Namen No Remorse gegründet, jedoch änderte sie ihren Namen nach der Veröffentlichung des Demos Stroke of Death in Persecution um. Auf dem Demo ist unter anderem Anthony „Nats“ McRoberts als Sänger und Paul „Shirty“ Shirt als Schlagzeuger zu hören. Nach dem Namenswechsel bestand die Band aus den Gitarristen Merm und Jezz Sauzier, dem Bassisten Bo Remy und dem Schlagzeuger Dakka. Daraufhin nahm die Gruppe ein weiteres Demo auf, das 1989 unter dem Namen Tortured Existence erschien. Hierfür hatte Jezz Sauzier zusätzlich den Gesang übernommen. Durch das Demo konnte sich die Gruppe bekannter machen, jedoch konnte sie keinen Plattenvertrag erreichen. Die Band verkaufte fast 15.000 Kopien und wurde 1990 vom Magazin Metal Forces zur besten Band ohne Plattenvertrag ernannt. Im März 2010 verstarb der Gitarrist Merm Sauzier nach längerer Krankheit an einem Krebsleiden. 2016 erschien über Dark Symphonies Records die Kompilation Tortured Existence, die aus dem gleichnamigen Demo sowie weiteren Bonusliedern besteht. Der Tonträger erschien in einer Auflage von 1.000 Stück.

## Stil
Laut thethrashmetalguide.com hat die Band unter dem Namen No Remorse eine Mischung aus Speed- und Thrash-Metal gespielt, die an Iron Angel, Toxis World Circus (jedoch ohne die technisch anspruchsvollen Tendenzen) und Agent Steel erinnere. Nach dem Namenswechsel habe die Gruppe aggressiven Thrash Metal gespielt, der zwischen Slayer und frühen Death einzuordnen sei. Die Riffs seien schnell und technisch anspruchsvoll und mit den Destruction der 1980er Jahre vergleichbar. Für Nick Statudo von thegauntlet.com beginnt Stroke of Death mit einem Standard-Thrash-Metal-Riff, wobei im Anschluss das Schlagzeug nicht so schnell einsetzen würde wie erwartet. Auch den folgenden Songs fehle es an Schlagzeugpräsenz. Der Gesang sei meist dem Punk entlehntes Shouting, gelegentlich werde jedoch auch Falsett-Gesang eingesetzt. Tortured Existence sei weitaus aggressiver, sodass die Gruppe nicht nur formal wegen des Namenswechsels, sondern auch akustisch, wie eine andere Band klinge. Das Demo sei eine Mischung aus Death- und Thrash-Metal im Stil von Kreator, Sepultura, Sacrifice und Possessed. Der Gesang, der nun von Jezz Sauzier übernommen werde, klinge gutturaler als der von Steve Dunham, sodass er eher mit dem von Jeff Becerra (Possessed) vergleichbar sei. Zudem sei die Musik nun auch schneller.

## Diskografie
als No Remorse
- 1988: Stroke of Death (Demo, Eigenveröffentlichung)

als Persecution
- 1989: Tortured Existence (Demo, Eigenveröffentlichung)
- 2016: Tortured Existence (Kompilation, Dark Symphonies Records)